# Alain Mimoun

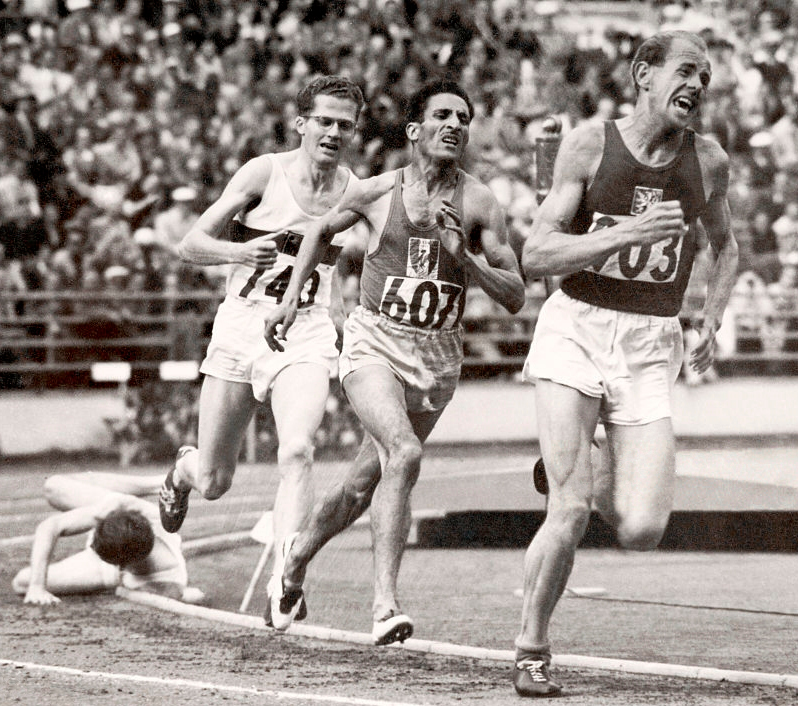
Alain Mimoun podczas olimpiady w Helsinkach 1952 (w środku)

Alain Mimoun Ould Kacha (ur. 1 stycznia 1921 w El Telagh w Algierii, zm. 27 czerwca 2013 w Saint-Mandé) – francuski lekkoatleta długodystansowiec, mistrz olimpijski.
Początek kariery biegacza miał opóźniony wskutek II wojny światowej. Po wojnie kilkakrotnie zdobył mistrzostwo Francji na 5000 i 10000 metrów. Pierwszy wielki sukces odniósł na igrzyskach olimpijskich w 1948 w Londynie, gdzie zdobył srebrny medal na 10 000 m za Emilem Zátopkiem z Czechosłowacji. Na 5000 m odpadł w przedbiegach.
Na mistrzostwach Europy w 1950 w Brukseli został srebrnym medalistą na 5000 m i na 10 000 m. Taki sam wynik osiągnął na igrzyskach olimpijskich w 1952 w Helsinkach. We wszystkich tych biegach przegrywał z Zátopkiem, dlatego też był nazywany „Cieniem Zátopka” lub „Wiecznie drugim”.
Zátopek i Mimoun byli pomimo rywalizacji przyjaciółmi. Po raz ostatni spotkali się na wielkiej imprezie na igrzyskach olimpijskich w 1956 w Melbourne w biegu maratońskim. Bieg był rozgrywany w wysokiej temperaturze (ok. 36 °C). Mimoun czuł się w tych warunkach dobrze i zwyciężył (Zátopek był szósty). Na tych samych igrzyskach Mimoun zajął 12. miejsce na 10 000 m.
Startował w maratonie na mistrzostwach Europy w 1958 w Sztokholmie (nie ukończył) i na igrzyskach olimpijskich w 1960 w Rzymie (zajął 34. miejsce). Po raz ostatni zdobył mistrzostwo Francji w maratonie w 1966.
Wielokrotny rekordzista kraju na różnych dystansach.
Jest patronem stadionu w Bugeat.

## Rekordy życiowe
- Bieg na 5000 metrów – 14:07,58 (1952)
- Bieg na 10 000 metrów – 29:13,4 (1956)
- Bieg maratoński – 2:21:25 (1958)